# Omori Hiroki
Hiroki Omori (sinh ngày 26 tháng 7 năm 1990) là một cầu thủ bóng đá người Nhật Bản.

## Sự nghiệp câu lạc bộ
Hiroki Omori đã từng chơi cho Blaublitz Akita, SC Sagamihara và Brisbane Strikers.